# Liste der Monuments historiques in Neuville-sur-Oise
Die Liste der Monuments historiques in Neuville-sur-Oise führt die Monuments historiques in der französischen Gemeinde Neuville-sur-Oise auf.

## Liste der Bauwerke
| Bezeichnung            | Beschreibung | Standort | Kennzeichnung | Schutzstatus | Datum | Bild           |
| ---------------------- | ------------ | -------- | ------------- | ------------ | ----- | -------------- |
| Schloss mit Taubenturm |              | (Lage)   | PA00080143    | Inscrit      | 1952  | weitere Bilder |

## Liste der Objekte
- Monuments historiques (Objekte) in Neuville-sur-Oise in der Base Palissy des französischen Kultusministeriums